# Dolichopus aldabrensis
Dolichopus aldabrensis är en tvåvingeart som först beskrevs av Henk J.G. Meuffels och Patrick Grootaert 2007.  Dolichopus aldabrensis ingår i släktet Dolichopus och familjen styltflugor.
Artens utbredningsområde är Seychellerna. Inga underarter finns listade i Catalogue of Life.